# Lurocalis
Lurocalis es un género de aves caprimulgiformes perteneciente a la familia Caprimulgidae, nativas del continente americano. 

## Especies
El género contiene las siguientes especies:
- Lurocalis rufiventris Taczanowski, 1884 — añapero ventrirrufo;
- Lurocalis semitorquatus (Gmelin, 1789) — añapero colicorto o añapero castaño.